# Sesto Rondò
Sesto Rondò – stacja metra w Mediolanie, na linii M1. Stacja znajduje się pomiędzy Piazza IV Novembre i Piazza della Repubblica, w miejscowości Sesto San Giovanni. Stacja została otwarta w 1986. Stacja znajduje się pomiędzy stacjami Sesto I Maggio, a Sesto Marelli.